# L.E.G.I.O.N.
L.E.G.I.O.N. (Licensed Extra-Governmental Interstellar Operatives Network, en español,  Red de Licencia Extra-Gubernamental de Operaciones Interestelares) es una fuerza intergaláctica policial ficticia creada para la editorial DC Comics, creado por Keith Giffen, Bill Mantlo y Todd McFarlane, apareció en las páginas de ¡Invasión! #1  (diciembre de 1988). El tema principal que trata la historieta se centra es un equipo de Super-Héroes intergalácticos que cumplen con el mismo principio que los Linternas Verdes: mantener el orden y la paz en todas las galaxias. La crónica sobre la serie original detalla la formación y la actividad policíaca interplanetaria cuya misión es actuar como una fuerza de mantenimiento de la paz en las galaxias.

## Biografía ficticia

### ¡Invasión!
Los personajes que pasaron a formar el equipo L.E.G.I.O.N. fueron introducidos por primera vez en la miniserie de tres partes ¡Invasión!. Vril Dox, Garryn Bek, Strata, Lyrissa Mallor, y Durlan aparecieron como prisioneros de la alianza alienígena que ayudaron a organizar la destrucción del Starlag, una nave espacial prisión supervisada por la raza alienígena conocida como la Ciudadela.

### L.E.G.I.O.N.
Después de su debut en el evento ¡Invasión!, el equipo debutó en su propia serie, L.E.G.I.O.N. 89' #1 que inició su publicación en 1989 (como lo indica el título) y se publicó hasta el número #70 (L.E.G.I.O.N. 94' en 1994). Las siglas L.E.G.I.O.N. significan: Licensed Extra-Governmental Interstellar Operatives Network, en español,  Red de Licencia Extra-Gubernamental de Operaciones Interestelares.
Esta serie sigue las aventuras de Vril Dox (quien es el hijo no reconocido de Brainiac) junto con sus aliados después de que escaparon de la nave prisión Starlag en ¡Invasión!. Dox llevaría a sus compañeros a Colu, donde derrocan a los tiranos como equipo que llevaban años domando el planeta con mano de hierro. Por entonces se encuentran al cazador de recompensas Lobo, que había estado siguiendo a Bek para vengarse de él por haber matado accidentalmente a uno de los delfines espaciales muy preciados por Lobo. Dox sin problemas rápidamente convierte a Lobo como un valioso aliado. Con este grupo, Dox decide formar una policía interplanetaria. Instalando su base de operaciones en el planeta Cairn, tras un golpe difícil y sangriento que tuvieron en una primera misión contra el gobernante de Cairn, Dox dispara a quemarropa a Bek, el señor quien es la Ley en el planeta. La serie sigue el ascenso, apogeo y caída de esta fuerza policial.

### La retitulación de la serie:R.E.B.E.L.S.
Como consecuencia de los eventos ocurridos en la miniserie limitada la Hora Cero, la serie original fue reemplazada y retitulada bajo el nombre de R.E.B.E.L.S. 94' (Revolutionary Elite Brigade to Eradicate L.E.G.I.O.N. Supremacy o simplemente 'Brigada Erradicadora Revolucionaria de Supremacía Elite L.E.G.I.O.N.') 94' (comenzando con la edición #0), continuando con la misma línea argumental, básicamente los mismos personajes, y la misma temática. R.E.B.E.L.S. 96' #17 fue el último número de la serie.
Cuando el liderazgo de L.E.G.I.O.N. es usurpada por el hijo de Vril Dox, Lyrl, y los miembros que permanecen leales a Vril, (entre ellos Lobo, Phase, Strata, Stealth, y Borb), se vieron obligados a huir en una nueva nave misteriosa con el fin de reagruparse y recuperar el control de L.E.G.I.O.N., y Telepath viene por su voluntad. Garv, el marido de Strata, quedó consternado y desequilibrado al no entender los acontecimientos recientes, por lo que se involucra a espaldas de Strata el deseo de detenerlos. Borb (quien está enamorado de Stealth) sacrifica su vida para proteger a sus amigos como recompensa por haber diezmado a un ejército de entidades que provenían de una dimensión, en la que habían intentado robarle su cerebro; los mismos que habían creado la nave, habían estado huyendo de dichas entidades. Ellos pronto nombran la nave como "Di'ib", con el nombre de un antiguo camarada de L.E.G.I.O.N.
Más tarde, el equipo tendría que luchar contra antiguos camaradas, como Zena Moonstruk, Gigantus y Davroth. Detrás de unas llamadas de auxilio, llegó unos antiguos aliados, Marij'n y el Capitán Cometa. El grupo también se encontraría con la entidad demoníaca Nerón, que jugaría un papel fundamental el arco argumentativo final de la historia principal que proporcionaría al mismo tiempo la derrota de Lyrl a cambio del alma de una futura generación de la línea de sangre de Dox.
Los héroes recuperan el control del equipo, en donde Vril ustiliza el conocimiento que le dio Nerón para encontrar una manera de lobotomizar a su hijo, despojándolo de su superinteligencia. Dox y Stealth se retiran a cuidar a Lyrl, cuyo cerebro se ha reducido a un tamaño normal y teniendo un año de edad, mientras que el Capitán Cometa se vuelve temporalmente el líder de L.E.G.I.O.N.

### Apariciones posteriores a la cancelación de sus primeras series
En la serie de historietas de 2004 Adam Strange (números #5-8) y la serie limitada tie-in de Crisis Infinita la Guerra Rann/Thanagar (números # 1-6 y en Crisis Infinita Especial), Vril Dox ha retoma el control de L.E.G.I.O.N. y ahora utiliza a androides como oficiales. Adam Strange aparece siendo perseguido el equipo en las páginas de su propia serie, enmarcado por la destrucción aparente de Rann. Los exmiembros de L.E.G.I.O.N. aparecieron posteriormente a los hechos que ocurrieron tras la Crisis Infinita, y muchos hicieron un cameo en un panel de Crisis Infinita #1, aunque la alineación parecía estar fuera de su continuidad (además de la aparición de Darius en una de viñetas, Bertron Diib es visible apenas en varios globos de diálogo de algunas viñetas de la historieta). L.E.G.I.O.N. y Vril Dox apenas son mencionados varias veces, aunque no aparece; en la miniserie limitada de 2006, Mystery in the Space aparece junto al Capitán Cometa. Dox juega un papel importante en la minserie limitada de seis partes, Omega Men (2006-2007).

### R.E.B.E.L.S. Volumen 2
En 2009, R.EB.E.L.S. volvieron como serie regular. Según el escritor, Tony Bedard dijo:

"lanzamos al equipo como L.E.G.I.O.N., ya que la Legión de Super-Héroes era destruida... Necesitábamos un título para enfatizar que a pesar de su conexión distante con la Legión, tratamos de que fuese su propia serie. por lo que no teníamos con que mirarla desde muy lejos".

La nueva serie se abre con Dox, donde aparece como uno de los criminal más buscados cuando inicia la serie L.E.G.I.O.N.,  este está compuesto por una serie de construcciones robóticas controladas por Sílice, un equipo que Dox había diseñado. Mientras que L.E.G.I.O.N. era controlado por un ordenador basado en un robot que había hecho más fácil para Dox controlar el comportamiento de su fuerza policial a través de 80 mundos que juró prometer dejar bajo su protección (una queja común de sus camaradas de la primera serie), sino que también permitiría a la estrella alienígena conquistadora (más conocido como Starro) que intentaba arrebatarle el control de la L.E.G.I.O.N. de Dox y creaba para sí mismo un liderato absoluto de todos los mundos cliente por lo que acaba corrompiendo a Sílice. Los primeros números muestran a Dox construyendo su equipo sobre la base de las instrucciones dejadas por su descendiente Braniac 5, un equipo que sería ser el prototipo de la futura Legión de Super-Héroes.

## Los nuevos 52
Tras el reinicio del Universo DC, en el evento conocido como Los Nuevos 52, L.E.G.I.O.N. aún existe, pero no se ha dejado claro cuánto de su historia se mantiene intacta. Los oficiales L.E.G.I.O.N. hacen una breve aparición en el arco argumental de la historia sobre Larfleeze en una historia adjunta en las páginas de Threshold #3. Stealth, miembro de la L.E.G.I.O.N. en la continuidad anterior, también aparece en la historia principal de Threshold, a pesar de que no está afiliada a la organización.

## Miembros
Fundadores
- Vril Dox II:  Líder y fundador del equipo, de origen Coluano, un clon e hijo del original supervillano Brainiac (Vril Dox I).[2]
- Durlan: Un alien cambia-forma sin nombre del planeta Durla, viejo amigo de Dox, se reveló más tarde a ser el futuro fundador y financiador Legión de Super-Héroes R.J. Brande, en la que la continuidad Post-Hora Cero, fue desplazado de su tiempo enviándolo al futuro.[2]
- Strata: Poderosa alienígena femenina de estructura cristalina del planeta Dryad.[2]
- Stealth: Chica alienígena procedente del planeta Gryx[2]
- Lyrissa Mallor: Campena de Talok VIII, antepasada de la legionaria Shadow Lass (Fallecida)
- Garryn Bek: Expolicía del planeta Cairm.[2]

Miembros posteriores
- Lobo: Un Cazarecomenzas antihéroe del planeta Czarnia, el último de los Czarnianos.[2]
- Phase: Misteriosa chica del siglo XXXI con el poder de "atravesar" objetos sólidos, anteriormente se llamaba Phantom Girl, la chica miembro de la Legión de Super-Héroes, después los acontecimientos de Hora Cero, Retconeada su aparición como su segunda yo; su estado es desconocido en la continuidad actual.[2]
- Lar Gand: Daxamita que más tarde es conocido como Valor y Mon-El de la Legión de Super-Héroes.[2]
- Lady Quark: Antigua monarca de una tierra alterna conocida como Tierra-6, que fue destruida por la Crisis).[2]
- Capitán Cometa: (Un superhumano que nació mial años antes de su existencia, con poderes avanzados.[2]
- Telepath: El último superviviente de una raza de una mancomunidad en forma de colmena del planeta Zsiglon; alias Qi'Qi[2]
- Marij'n Bek: Cairniana, esposa de Garryn Bek.[2]
- Garv: Poderoso alienígena masculino, Amante de Strata.[2]
- Amon Hakk: Exsoldado Khundariano, recluta.[2]
- Bertron Diib: Recluta alienígena de piel impermeable del planeta Diibworld. (Fallecido).[2]
- Borb Borbb:  Recluta alienígena con poderes de teletransportación.[2]
- Darius:  Androide recluta creado en Acheron.[2]
- Zena Moonstruk:  Recluta alienígena tímido con el poder de absorber la luz que emiten como explosiones de energía.[2]
- Ig'nea:  Recluta con poderes pirotécnicos. (Fallecido).[2]
- Lydea Mallor: La hija de Lyrissa Mallor.[2]
- Davroth Catto:  Recluta arrogante del planeta Oziman con poder de volar.[2]
- Layla: Humanoide femenina que adquiere poderes en la saga Bloodlines.[2]
- Gigantus: Diminuto campeón del planeta Motus.[2]
- Lyrl Dox: El hijo de Vril Dox y Stealth, superinteligencia de nivel 3, traidor del equipo y así mismo se llama Brainiac 3[2]
- Taptree: Alienígena con forma de planta.[2]

Ultimos miembros recientes
- Adam Strange: Héroe del planeta Rann y de origen terrestre.[2]
- Xylon[2]
- Bounder[2]
- Ciji[2]